# Wereldkampioenschap schaatsen allround kwalificatie 1999 (Noord-Amerika & Oceanië)
De eerste editie van de Continentale kampioenschappen schaatsen voor Noord-Amerika & Oceanië werden op 8, 9 en 10 januari 1999 gehouden in de Pettit National Ice Center te Milwaukee, Verenigde Staten.
Vanaf de editie van 1999 was het aantal deelnemers aan het WK Allround door de ISU op 24 deelnemers vastgesteld. De startplaatsen werd voortaan per continent verdeeld. Voor Europa werd het EK allround tevens het kwalificatietoernooi voor het WK allround. Voor Azië en Noord-Amerika & Oceanië werd er speciaal een kwalificatietoernooi door de ISU voor georganiseerd.
In 1999 was het aantal startplaatsen op het WK allround bij de mannen voor Azië 4, voor Noord-Amerika 6 en voor Europa 14. Bij de vrouwen was het aantal startplaatsen voor Azië 5, voor Noord-Amerika 6 en voor Europa 13.
| vrijdag 8 januari                                    | zaterdag 9 januari                                      | zondag 10 januari                      |
| ---------------------------------------------------- | ------------------------------------------------------- | -------------------------------------- |
| 500 meter vrouwen 500 meter mannen 5000 meter mannen | 1500 meter vrouwen 1500 meter mannen 3000 meter vrouwen | 5000 meter vrouwen 10.000 meter mannen |

## Mannentoernooi
Er namen elf mannen aan deze eerste editie mee. Vijf uit Canada en zes uit de Verenigde Staten. De Canadees Kevin Marshall werd de eerste winnaar van dit "Continentaal Kampioenschap". De top zes van dit klassement nam ook deel aan het WK Allround waar KC Boutiette op de negende plaats de hoogst geklasseerde Noord-Amerikaan werd.

### Eindklassement
| Rang   | Schaatser        | Land             | Punten  | 500m           | 5000m        | 1500m        | 10.000m       |
| ------ | ---------------- | ---------------- | ------- | -------------- | ------------ | ------------ | ------------- |
| Goud   | Kevin Marshall   | Canada           | 158,782 | 37,32 (2)      | 6.51,11 (3)  | 1.52,81 (2)  | 14.14,96 (6)  |
| Zilver | Derek Parra      | Verenigde Staten | 159,118 | 38,05 (3)      | 6.47,84 (1)  | 1.52,82 (3)  | 14.13,56 (4)  |
| Brons  | KC Boutiette     | Verenigde Staten | 159,207 | 37,11 (1)      | 6.52,09 (4)  | 1.53,15 (4)  | 14.23,45 (8)  |
| 4      | Dominique Gravel | Canada           | 160,326 | 38,30 (7)      | 6.54,55 (6)  | 1.53,80 (7)  | 14.12,76 (3)  |
| 5      | Dustin Molicki   | Canada           | 160,378 | 38,74 (8)      | 6.53,59 (5)  | 1.52,46 (1)  | 14.15,87 (7)  |
| 6      | Steven Elm       | Canada           | 160,519 | 39,04 (9)      | 6.49,09 (2)  | 1.56,12 (11) | 13.57,29 (1)  |
| 7      | Jondon Trevena   | Verenigde Staten | 160,774 | 38,18 (5)      | 6.57,09 (8)  | 1.54,47 (9)  | 14.14,59 (5)  |
| 8      | Mark Knoll       | Canada           | 161,091 | 39,09 (10)     | 6.56,86 (7)  | 1.54,19 (8)  | 14.05,04 (2)  |
| 9      | Tim Hoffmann     | Verenigde Staten | 161,227 | 38,28 (6)      | 6.57,11 (9)  | 1.53,24 (5)  | 14.29,80 (10) |
| 10     | Joey Cheek       | Verenigde Staten | 163,767 | 38,06 (4)      | 7.10,62 (11) | 1.55,39 (10) | 14.43,64 (11) |
| 11     | Nick Pearson     | Verenigde Staten | 199,961 | 1.16,83 * (11) | 6.59,78 (10) | 1.53,59 (6)  | 14.25,81 (9)  |

* = gevallen.

## Vrouwentoernooi
Er namen elf vrouwen aan deze eerste editie mee. Vijf uit Canada en zes uit de Verenigde Staten. De Amerikaanse Jennifer Rodriguez werd met overmacht de eerste winnares van dit "Continentaal kampioenschap". Ze won alle vier afstanden. De top zes van dit klassement nam ook deel aan het WK Allround waar Jennifer Rodriguez op de negende plaats de hoogst geklasseerde Noord-Amerikaanse werd.

### Eindklassement
| Rang   | Schaatsster        | Land             | Punten  | 500m       | 1500m        | 3000m        | 5000m        |
| ------ | ------------------ | ---------------- | ------- | ---------- | ------------ | ------------ | ------------ |
| Goud   | Jennifer Rodriguez | Verenigde Staten | 170,007 | 40,81 (1)  | 2.02,36 (1)  | 4.21,78 (1)  | 7.27,81 (1)  |
| Zilver | Cindy Overland     | Canada           | 171,210 | 41,21 (2)  | 2.03,24 (2)  | 4.24,23 (2)  | 7.28,82 (2)  |
| Brons  | Kristina Groves    | Canada           | 175,233 | 42,82 (8)  | 2.06,38 (3)  | 4.25,79 (3)  | 7.39,89 (3)  |
| 4      | Sarah Shapiro      | Verenigde Staten | 176,979 | 42,62 (7)  | 2.08,49 (7)  | 4.30,69 (6)  | 7.44,14 (5)  |
| 5      | Catherine Raney    | Verenigde Staten | 176,990 | 43,05 (9)  | 2.07,95 (5)  | 4.28,00 (4)  | 7.46,24 (6)  |
| 6      | Nicole Slot        | Canada           | 177,130 | 43,32 (10) | 2.08,26 (6)  | 4.29,70 (5)  | 7.41,07 (4)  |
| 7      | Isabelle Doucet    | Canada           | 177,809 | 42,52 (6)  | 2.07,76 (4)  | 4.33,16 (7)  | 7.51,77 (7)  |
| 8      | Shana Sundstrom    | Verenigde Staten | 178,714 | 41,97 (3)  | 2.09,81 (8)  | 4.37,15 (8)  | 7.52,83 (8)  |
| 9      | Ann Driscoll       | Verenigde Staten | 180,775 | 42,29 (4)  | 2.10,67 (9)  | 4.37,66 (9)  | 8.06,53 (10) |
| 10     | Bonnie Whitehill   | Verenigde Staten | 181,312 | 42,34 (5)  | 2.13,51 (11) | 4.39,07 (10) | 7.59,58 (9)  |
| -      | Jill Anstey        | Canada           | 134.581 | 43,46 (11) | 2.11,83 (10) | 4.43,07 (11) | ns           |